# Gustave de Sayn-Wittgenstein-Berlebourg (7e prince de Sayn-Wittgenstein-Berlebourg)
Titre
7e prince de Sayn-Wittgenstein-Berlebourg
Depuis le 13 mars 2017
(8 ans et 1 jour)
Gustave, 7e prince de Sayn-Wittgenstein-Berlebourg (en allemand : Gustav Frederik Philip Richard Prinz zu Sayn-Wittgenstein-Berleburg), né le 12 janvier 1969 à Francfort-sur-le-Main, est le chef de la Maison de Sayn-Wittgenstein. Fils de la princesse Benedikte de Danemark, il est le neveu de la reine Margrethe II.
Bien que le prince n'ait pas de rôle royal officiel, il apparaît aux événements de la famille royale de Danemark, notamment les mariages et photos de famille d'été annuelles.

## Biographie

### Naissance et famille
Gustav Frederik Philip Richard de Sayn-Wittgenstein-Berlebourg naît le 12 janvier 1969 à Francfort-sur-le-Main en Allemagne de l'Ouest. Il est le premier enfant et l'unique fils de Richard de Sayn-Wittgenstein-Berlebourg et de son épouse la princesse Benedikte de Danemark.
Le prince Gustave est le petit-fils du roi Frédéric IX de Danemark, et de son épouse la reine Ingrid. Il est donc le neveu des reines Margrethe II et Anne-Marie de Grèce.
En 2017, à la mort de son père, il devient chef de la maison de Sayn-Wittgenstein-Berlebourg et de toute la maison de Sayn-Wittgenstein.
Il compte parmi ses filleuls, le prince Vincent de Danemark, fils de son cousin, le roi Frederik X.

### Mariage et descendance
En 2000, il s'était fiancé avec Elvire Pasté de Rochefort (petite-fille de l'ambassadeur français André Rodocanachi), le mariage devait être célébré l'année suivante à Paris, mais quelques mois plus tard il est annoncé que le couple est séparé.
Pendant de nombreuses années, le prince a vécu avec l'Américaine d'origine suédo-mexicaine Carina Axelsson (née le 5 août 1968), auteure de livres pour enfants, le couple ne pouvant se marier en raison d'une clause dans le testament du grand-père de Gustave l'empêchant d'hériter du patrimoine familial s'il épousait quelqu'un n'étant pas « d'origine protestante, noble et aryenne ».
En 2020, la dernière décision de justice, qui donne raison au prince Gustave, vient invalider les clauses nazies du testament de son grand-père. Le prince peut épouser sa compagne, qui est une roturière et éduquée dans la foi catholique sans craindre de perdre son château.
Le couple se marie civilement le 3 juin 2022 puis religieusement le lendemain à Bad Berleburg, en présence d'une partie de la famille royale danoise.
Le 18 avril 2023, le couple annonce qu'il attend un enfant à naître dans quelques mois, après l'intervention d'une gestation pour autrui. Le prince Gustav Albrecht, naît le 26 mai 2023 aux États-Unis,. Le 26 avril 2024, le couple accueille une fille, la princesse Mafalda, née comme son frère par gestation pour autrui aux États-Unis.